# Friedrich Grünhagen
Friedrich Grünhagen (* 27. Februar 1876 in Westendorf, Landkreis Fallingbostel; † 18. Februar 1929 in Danzig) war ein deutscher Politiker (SPD und Sozialdemokratische Partei der Freien Stadt Danzig) und Senator. Als Gewerkschaftsmitglied leitete er die „Freie Bau-Genossenschaft“. Grünhagen wurde in der Freien Stadt Danzig im Senat Sahm III (1928–1931) zum Senator für Inneres ernannt.

## Leben
Friedrich Grünhagen war der Sohn eines Landwirts. Er absolvierte nach der Volksschule eine Maurerlehre und arbeitete bis 1904 als Maurergehilfe. 1904 bis März 1911 war er Angestellter des Maurer- bzw. Bauarbeiterverbands in Danzig. 1907 bis 1912 war er Vorsitzender des Gewerkschaftskartells in Danzig. Von April 1911 bis 1919 arbeitete er als Arbeitersekretär in Danzig und war zugleich nebenamtlicher Geschäftsführer des Konsumvereins.
1914 bis 1918 war er Kriegsteilnehmer. Zwischen Februar 1915 und April 1918 war er in russischer Kriegsgefangenschaft, bis ihm die Flucht aus Sibirien glückte.
Er wurde Mitglied der SPD und war Mitglied des SP-Bezirksvorstands Westpreußen, des SP-Bildungsausschusses und der Presskommission in Danzig. Bei der Reichstagswahl 1912 kandidierte er erfolglos im Wahlkreis LP15 Danzig 5 (Berent – Pr. Stargard – Dirschau).
August 1919 bis Dezember 1928 arbeitete er als hauptamtlicher Geschäftsführer der Konsum- und Spargenossenschaft in Danzig.
1920 wurde er Stadtverordneter in Danzig. Bei der Wahl zur verfassungsgebenden Versammlung in Danzig 1920 wurde er für die SPD gewählt. Anschließend gehörte er bis 1930 dem Volkstag an. Nach der Regierungskrise 1925 wurde er im August 1925 als nebenamtlicher Senator gewählt. Nach dem Zerfall der Koalition schied er im Oktober 1926 wieder aus dem Senat der Freien Stadt Danzig aus. Im Januar 1929 wurde er als hauptamtliches Mitglied in den Senat (als Senator des Innern) gewählt, dem er bis zu seinem Tode (infolge eines Herzschlages) angehörte.